# Franz Kraus (Politiker)
Franz Kraus (* 22. September 1927 in Vordersdorf; † 18. Dezember 2016) war ein österreichischer Lehrer, Volksschuldirektor, Heimatkundler und Politiker (ÖVP).
Vom 11. April 1961 bis zum 7. April 1965 gehörte er dem steirischen Landtag in einer Gesetzgebungsperiode als Landtagsabgeordneter an.

## Leben und Wirken
Franz Kraus wurde am 22. September 1927 in der damals noch eigenständigen Gemeinde Vordersdorf (heute eine Katastralgemeinde von Wies) geboren. Nach seiner schulischen Ausbildung entschied er sich Lehrer zu werden und fungierte in weiterer Folge jahrzehntelang als Volksschullehrer und später auch als -direktor in Wernersdorf und in Wies. Bereits früh engagierte sich Kraus politisch und wurde 1955 im Alter von 27 Jahren zum Bürgermeister seiner Heimatgemeinde Vordersdorf gewählt. Danach wurde er zwei Mal wiedergewählt und hatte sein Amt bis zur Auflösung der Gemeinde und zur Fusionierung mit Wies bis Jahresende 1968 inne. Im Zuge der Landtagswahl 1961 schaffte Kraus den Einzug in den steirischen Landtag und gehörte diesem über die gesamte V. Gesetzgebungsperiode als Landtagsabgeordneter an. Innerhalb des Landtages war er unter anderem Mitglied des Kontrollausschusses und des Volksbildungsausschusses sowie Ersatzmann im Gemeinde- und Verfassungsausschuss und im Landeskulturausschuss.
Im Jahre 1975 erfolgte seine Wahl zum Bürgermeister der Marktgemeinde Wies; ein Amt, das er bis zum Jahre 1987 bekleidete. Mit seinem Ausscheiden vom Bürgermeisteramt wurde er 1987 zum Ehrenbürger von Wies ernannt. In seine Amtszeit als Bürgermeister fielen der Zu- und Umbau des Schulzentrums, der Neubau des Kindergartens und die Realisierung der Wieser Sportanlage. Weiters fanden in dieser Zeit die Gründung der Erzherzog-Johann-Musikschule Wies (1984) und die Gründung der Marktmusikkapelle von Wies (1986) statt. Auch nach seiner politischen Laufbahn wirkte er immer wieder am Gemeindegeschehen mit; u. a. im Jahre 2000 als einer der Initiatoren der Gründung eines Bürgerbüros in Wies. Dem Österreichischen Kameradschaftsbund gehörte Kraus seit dem Jänner 1954, als er dem lokalen Ortsverband beigetreten war, an. Von April 1968 bis April 1973 übte er zudem die Funktion des Obmanns aus. 1967 wurde er mit der Medaille für besondere Dienste in Silber ausgezeichnet, im Jahre 1973 folgte das Verbandsabzeichen in Gold sowie im Jahre 2017 die Ehrung für 60-jährige Mitgliedschaft. Für sein engagiertes Wirken wurde er bereits 1976 mit der Ehrenmitgliedschaft des ÖKB Vordersdorf-Wernersdorf ausgezeichnet.
Neben seiner beruflichen und politischen Aufgabe bemühte er sich auch als Heimatkundler, gehörte als solcher zumindest von 1993 bis 2008 der Historische Landeskommission für Steiermark als Korrespondent an und veröffentlichte über die Jahrzehnte hinweg mehrere heimatkundliche Beiträge und Bücher wie etwa eine Ortschronik von Wies. Bereits 1983 hatte Werner Tscherne mit Auf der Wies im Eigenverlag der Gemeinde Wies eine Ortschronik veröffentlicht, an der bereits Franz Kraus mitgewirkt hatte. 2016 folgte eine überarbeitete und aktualisierte Neuauflage der alten Chronik, an der ein Team von ehrenamtlichen Mitarbeitern unter der Federführung von Kraus gearbeitet hatte. Die im Jahr 2023 von Rainer Kolar veröffentlichte Publikation WIES in der Südweststeiermark – Lage und Entwicklung unter besonderer Betrachtung der Infrastruktur mit Gewerbe und Industrie verweist ebenfalls mehrere Male auf das 2003 von Kraus publizierte Werk. Außerdem initiierte Kraus, der im Laufe seiner beruflichen Karriere zum Oberschulrat genannt worden war, dass im Dachgeschoß des Rathauses Wies ein Heimatarchiv eingerichtet wurde. Später wurde dieses Archiv umgesiedelt und befindet sich seitdem (Stand: 2024) im Dachgeschoß der Wieser Mittelschule.
Bis kurz vor seinem Tod lebte Kraus in seinem Haus in der Ortschaft Aug bei Wies. Die letzten Monate vor seinem Tod verbrachte er in einem Pflegeheim im nahegelegenen Eibiswald.
Am 18. Dezember 2016 starb Kraus im Alter von 89 Jahren. Der steirische Landtag hatte es danach verabsäumt, wie sonst üblich, dem Verstorbenen in einem Nachruf bei einer seiner nächsten Sitzungen zu gedenken.

## Publikationen (Auswahl)
- 1992: Wieser Geschichtsbilder. Erläuternde Texte zu den vom Akademischen Maler Prof. Franz Weiß in der Raiffeisenbank Wies geschaffenen Bildtafeln (2. Auflage)
- 1992: Die Pühringer Hammerschmiede in Vordersdorf bei Wies. Schmiedewerkstätte wird zum „Hammerschmiede-Museum“. Bericht und Dokumentation.
- 1998: Burgstall. Die Geschichte eines Weststeirischen Schlosses
- 2001: Entlang der Weißen Sulm. Kulturgeschichtliches aus dem Weiß-Sulbental. Mit erd- und pflanzenkundlichen Beiträgen.
- 2003: Von Bauern, Hammerschmieden, Bergleuten und Glasmachern in Vordersdorf
- 2008: Wundersames am Wegrand. Von Gedenkzeichen, Wegzeichen, Blumen und Bäumen
- 2009: Zur Geschichte der Marktgemeinde Wies (Sonderausgabe von WIESuell – Amtliche Mitteilungen der Marktgemeinde Wies)
- 2009: Aug. Ein Dorf im Wandel (Sonderausgabe von WIESuell – Amtliche Mitteilungen der Marktgemeinde Wies)

## Auszeichnungen und Ehrungen (Auswahl)
- Ehrenbürger von Wies: 1987